# Tanjungtirta
Tanjungtirta is een bestuurslaag in het regentschap Banjarnegara van de provincie Midden-Java, Indonesië. Tanjungtirta telt 3953 inwoners (volkstelling 2010).